# Wodospad
Wodospad – swobodny, pionowy spadek wody rzecznej, spowodowany istnieniem w korycie rzeki wyraźnego progu skalnego o wysokości od kilku do kilkuset metrów. Wodospad występuje w górnych odcinkach biegu rzek, w miejscach, gdzie rzeka przecina warstwę twardych skał. Skały te, wymywane wolniej niż miękkie podłoże w dolnym biegu rzeki, tworzą stopień, z którego woda spada. Szereg wodospadów nazywa się kaskadą.

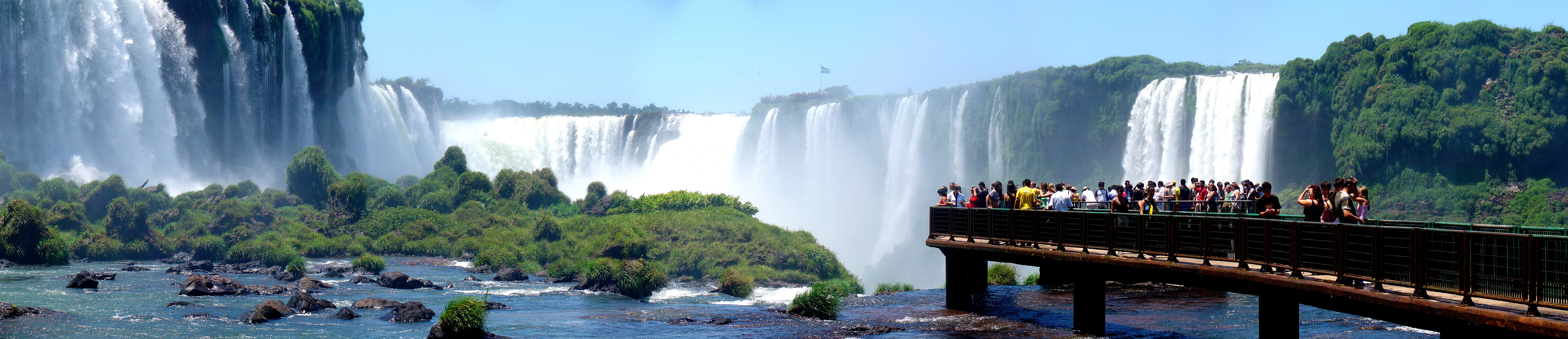
Wodospady Iguaçu (Argentyna)

## Formowanie chmur

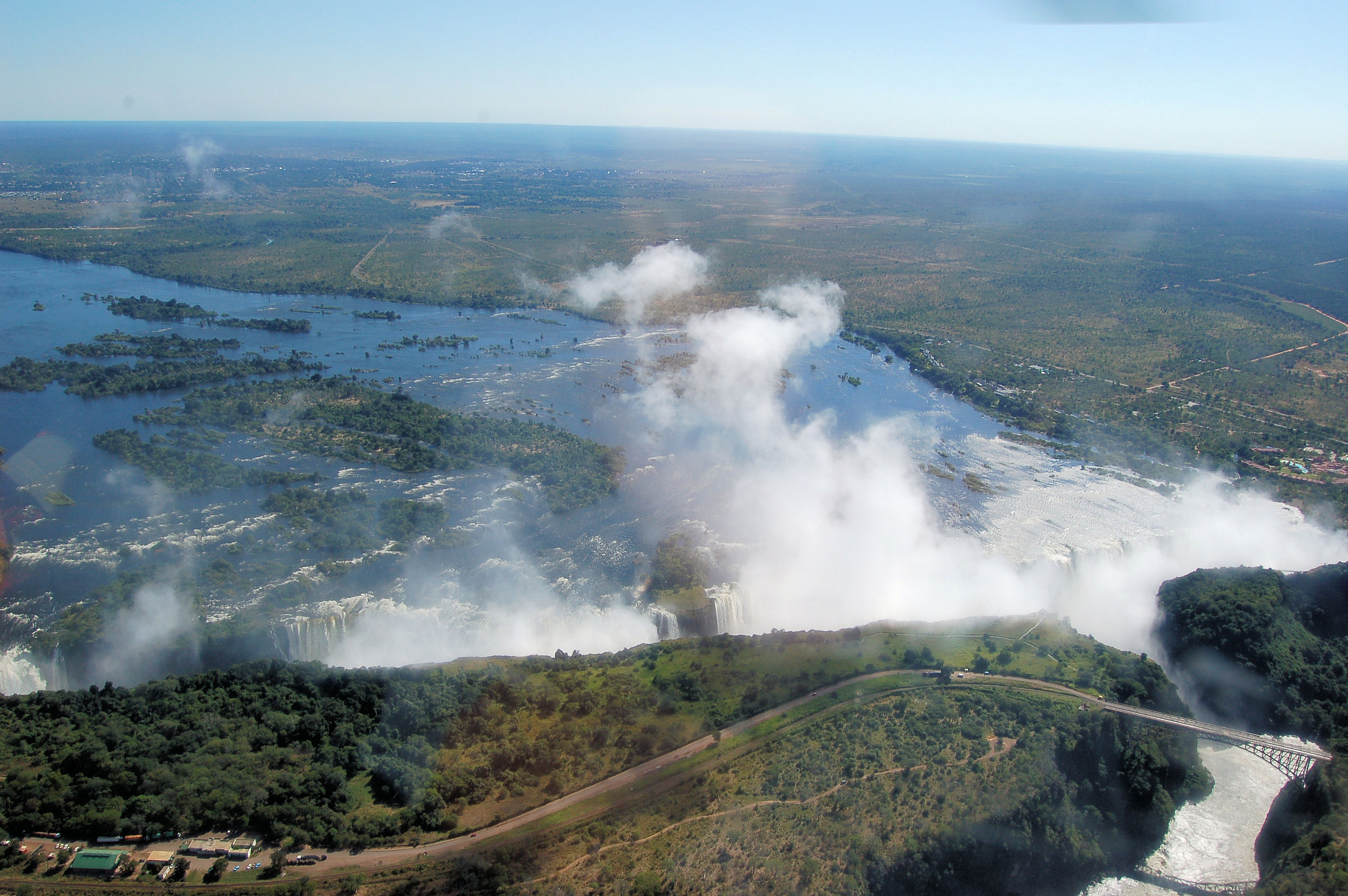
Chmury nad krawędzią Wodospadów Wiktorii w Zambii

Krople wody rozproszone przez duży wodospad mogą pozostać zawieszone w powietrzu, prowadząc do formowania się chmur. Takie chmury można określać nazwą rodzaju chmury (także gatunku i formy) z epitetem cataractagenitus (nazwa pochodzi od słowa katarakta), np. Stratus cataractagenitus, zgodnie z klasyfikacją Międzynarodowej Organizacji Meteorologicznej.

## Najwyższe wodospady świata
| Wodospad                    | Państwo                       | Wysokość (m) |
| --------------------------- | ----------------------------- | ------------ |
| Salto Angel                 | Wenezuela                     | 979          |
| Tugela                      | Południowa Afryka             | 948          |
| Cataratas las Tres Hermanas | Peru                          | 914          |
| Oloʻupena                   | Stany Zjednoczone             | 900          |
| Catarata Yumbilla           | Peru                          | 896          |
| Kjelfossen                  | Norwegia                      | 840          |
| Ramnefjellsfossen           | Norwegia                      | 808          |
| Mongefossen                 | Norwegia                      | 773          |
| Gocta                       | Peru                          | 771          |
| Yosemite                    | Stany Zjednoczone             | 739          |
| Kukenaam                    | Wenezuela                     | 610          |
| Sutherland                  | Nowa Zelandia                 | 580          |
| Takakkaw                    | Kanada                        | 503          |
| Giétroz                     | Szwajcaria                    | 498          |
| Ribbon                      | Stany Zjednoczone             | 491          |
| Wollomombi                  | Australia                     | 482          |
| Roraima                     | Gujana                        | 457          |
| Della                       | Kanada                        | 440          |
| Upper Fall                  | Stany Zjednoczone             | 436          |
| Gavarnie                    | Francja                       | 421          |
| Kalambo                     | Tanzania / Zambia             | 420          |
| Lofoi                       | Demokratyczna Republika Konga | 384          |
| Krimmler                    | Austria                       | 381          |
| Staubbachfall               | Szwajcaria                    | 305          |
| Giessbach                   | Szwajcaria                    | 300          |
| Dźog (Gersoppa)             | Indie                         | 253          |

## Inne znane wodospady
- Guairá
- Niagara
- Wodospady Iguaçu (72 m wys.)
- Wodospady Wiktorii
- Morsárfoss – najwyższy wodospad Islandii 239 m[3].
- Dettifoss – wodospad o największym natężeniu przepływu w Europie (Islandia)

## Wodospady w Polsce
- Siklawa (65 m),
- Siklawica (21 m),
- Wodogrzmoty Mickiewicza (3 wodospady po ok. 10 m),
- Wodospad Kamieńczyka (27 m),
- Wodospad Szklarki (13 m),
- Wodospad Wilczki (22 m, do powodzi w 1997: 27 m),
- Wodospad w Sopotni Wielkiej (10 m),
- Wodospad Podgórnej (10 m),
- Wodospad Magurski (7 m),

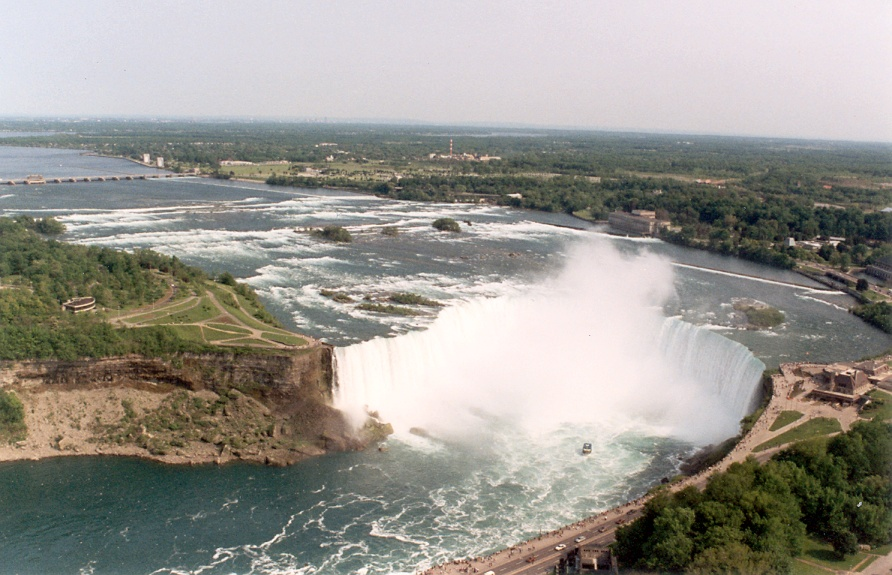
Wodospad Niagara
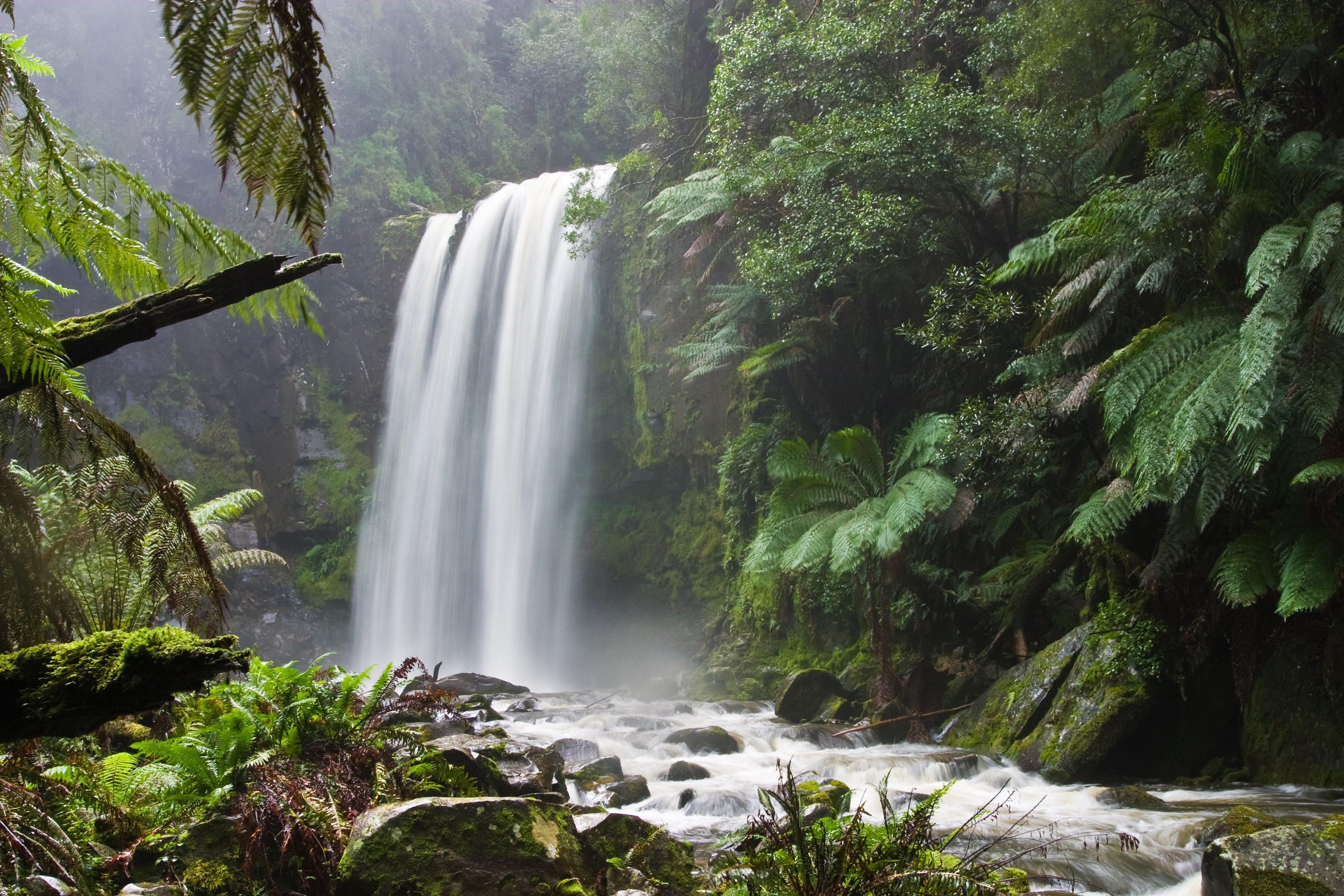
Wodospad w Otway National Park
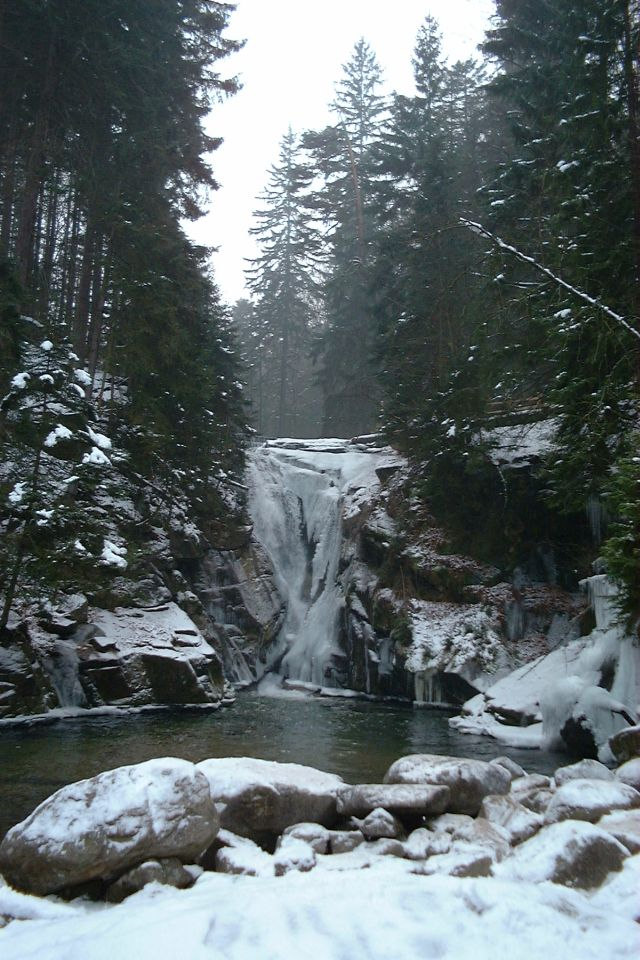
Wodospad Szklarki
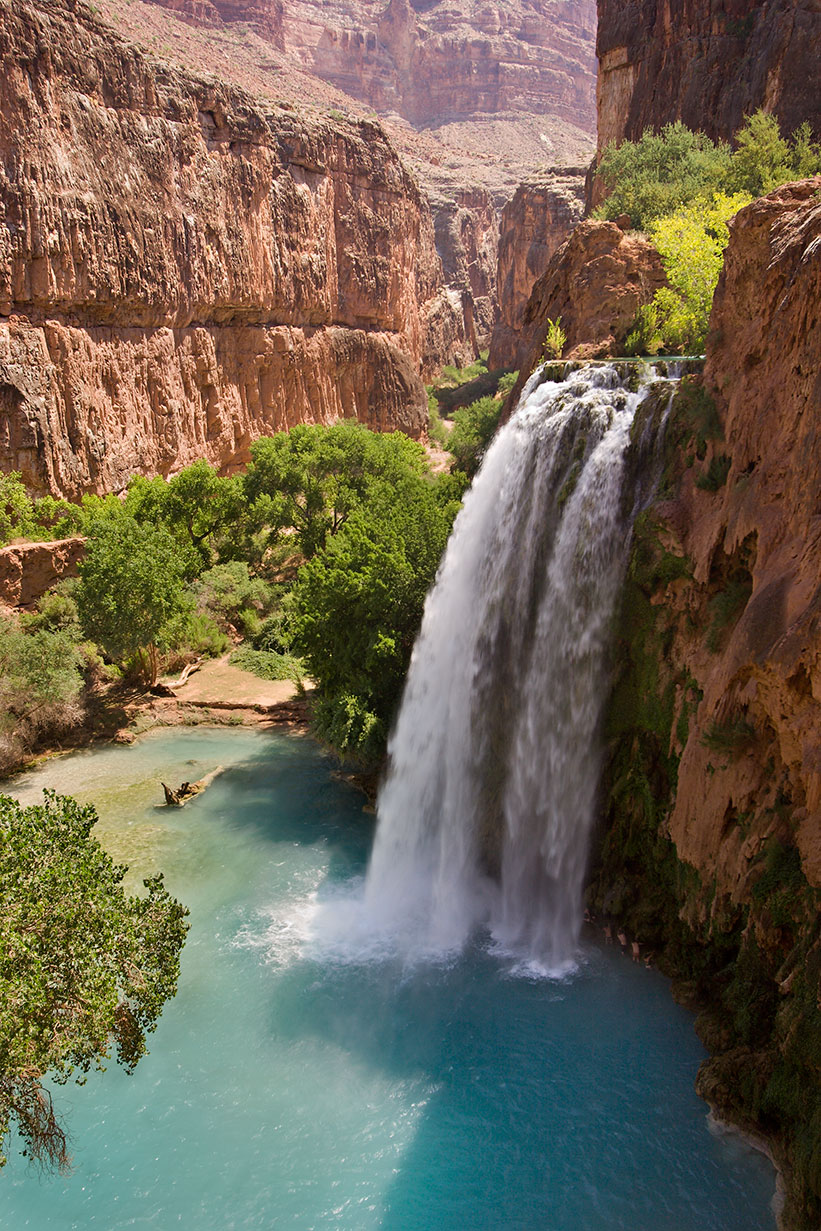
Havasu Falls, wodospad w Supai
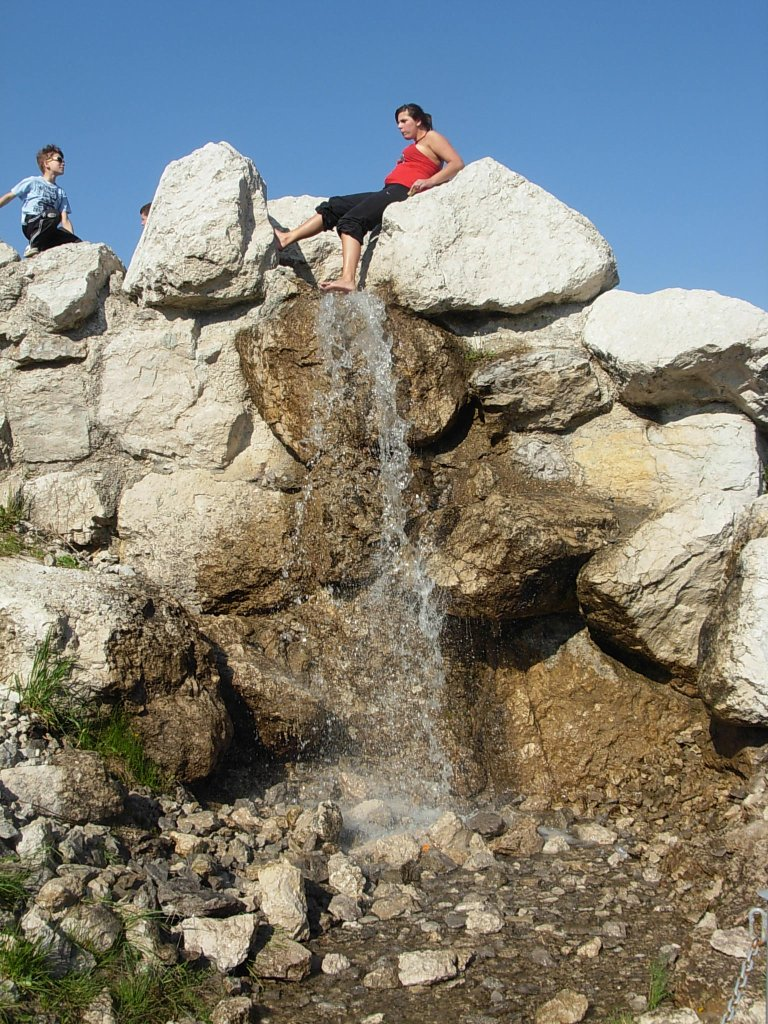
Sztuczny wodospad w Ogrodzie Botanicznym Leśnego Parku Kultury i Wypoczynku w Bydgoszczy
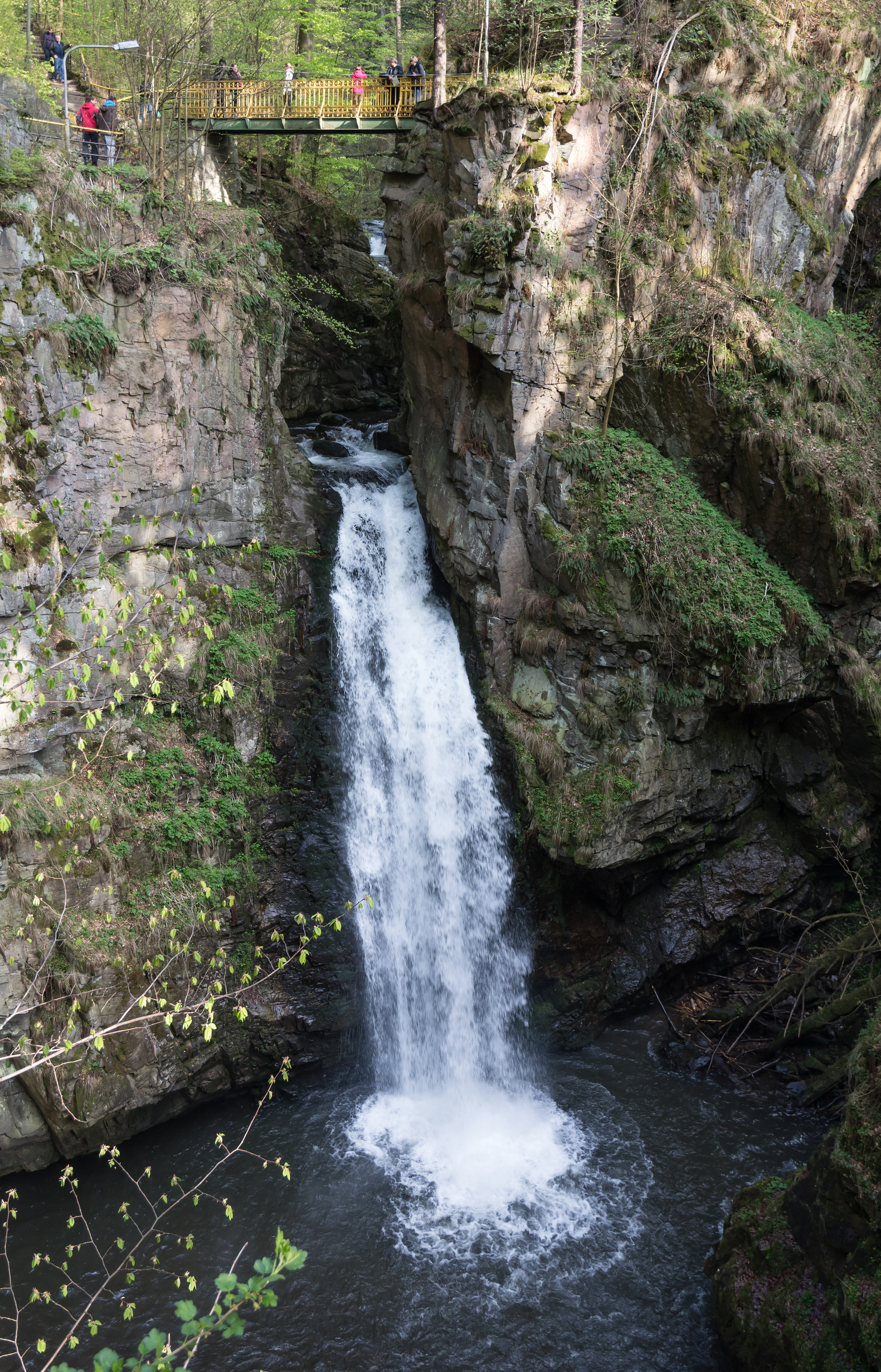
Wodospad Wilczki w Międzygórzu